# Макглинн, Джек
Джек Райан Макглинн (англ. Jack Ryan McGlynn; родился 7 июля 2003, Мидл-Виллидж, Нью-Йорк) — американский футболист, полузащитник клуба MLS «Филадельфия Юнион» и сборной США.

## Клубная карьера
Макглинн провёл один год в академии «Филадельфии Юнион», играя за команду до 17 лет. 6 марта 2020 года Джек подписал профессиональный контракт с клубом Чемпионшипа ЮСЛ «Филадельфия Юнион II». 17 августа 2020 года было объявлено, что он подписал с «Филадельфией Юнион» контракт по правилу доморощенного игрока и присоединится к основному составу клуба в MLS 1 января 2021 года. За клуб дебютировал 14 апреля 2021 года в ответном матче ⅛ финала Лиги чемпионов КОНКАКАФ против коста-риканской «Саприссы», заменив во втором тайме Леона Флаха. 24 апреля 2021 года дебютировал в MLS в матче против «Интер Майами», выйдя на последних минутах вместо Илсиньо. 8 мая 2021 года впервые вышел в стартовом составе «Филадельфии Юнион» в матче против «Чикаго Файр». 30 июля 2022 года в матче против «Хьюстон Динамо» забил свой первый гол в MLS. 7 февраля 2023 года подписал с «Филадельфией Юнион» новый контракт до конца сезона 2025 с опциями продления на сезоны 2026 и 2027.

## Карьера в сборной
Привлекался в сборную США до 16 лет. В составе сборной США до 20 лет участвовал в чемпионате КОНКАКАФ 2022 и чемпионате мира 2023.
8 октября 2023 года был вызван в сборную США до 23 лет для участия в тренировочном лагере, включавшем два матча со сборными Мексики и Японии.
5 января 2024 года был впервые вызван в старшую сборную США, в ежегодный январский тренировочный лагерь. 20 января в товарищеском матче со сборной Словении, завершившем лагерь, дебютировал за сборную США, заменив во втором тайме Джоша Атенсио.

## Личные сведения
Старший брат Джека — Конор, также футболист.

## Достижения
Командные
 сборная США до 20 лет
- Победитель молодёжного чемпионата КОНКАКАФ: 2022